# Purpurnackad lori
Purpurnackad lori (Lorius domicella) är en starkt utrotningshotad papegojfågel som förekommer i Indonesien.

## Utseende och läten
Purpurnackad lori är en 28 cm lång skogslevande papegoja med spektakulär fjäderdräkt. Den är huvudsakligen röd med orangefärgad näbb, svart hjässa som bakåt övergår i violett samt ett variabelt gult band tvärs över bröstets övre del. Vingarna är mestadels gröna och den breda och rundade stjärten röd med brunröd spets. "Låren" är purpurblå. Liknande rödlorin och blåörad lori har längre och spetsigare stjärt och är huvudsakligen röda på vingar och hjässa. Lätet beskrivs som ett melodiskt visslande "wee-ooo wee-auuh", helt olikt skrin från lorier av släktet Eos.

## Utbredning och systematik
Fågeln förekommer i södra Moluckerna (Seram och Ambon). Den behandlas som monotypisk, det vill säga att den inte delas in i några underarter.

## Status
IUCN kategoriserar arten som starkt hotad.

## Bilder

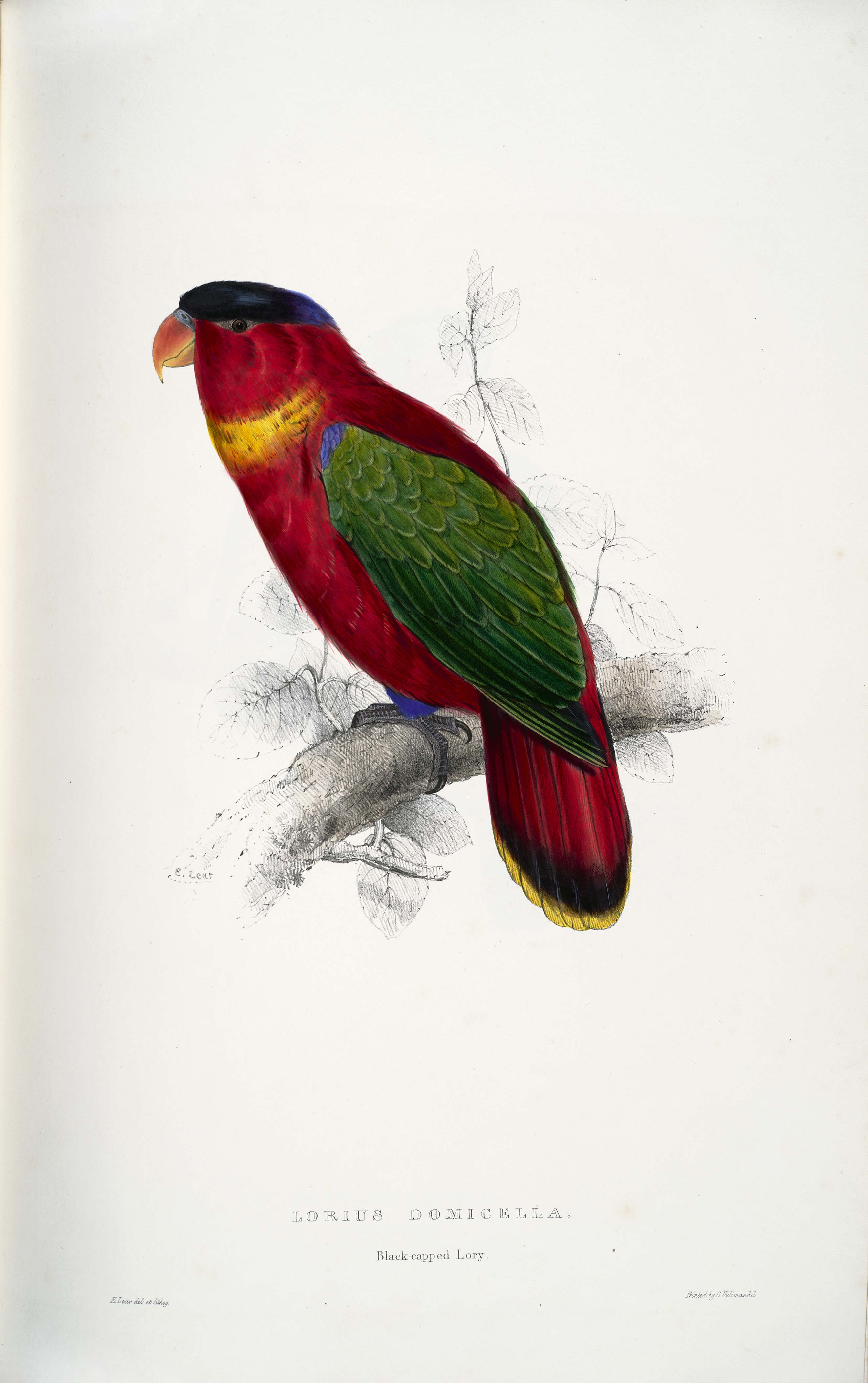
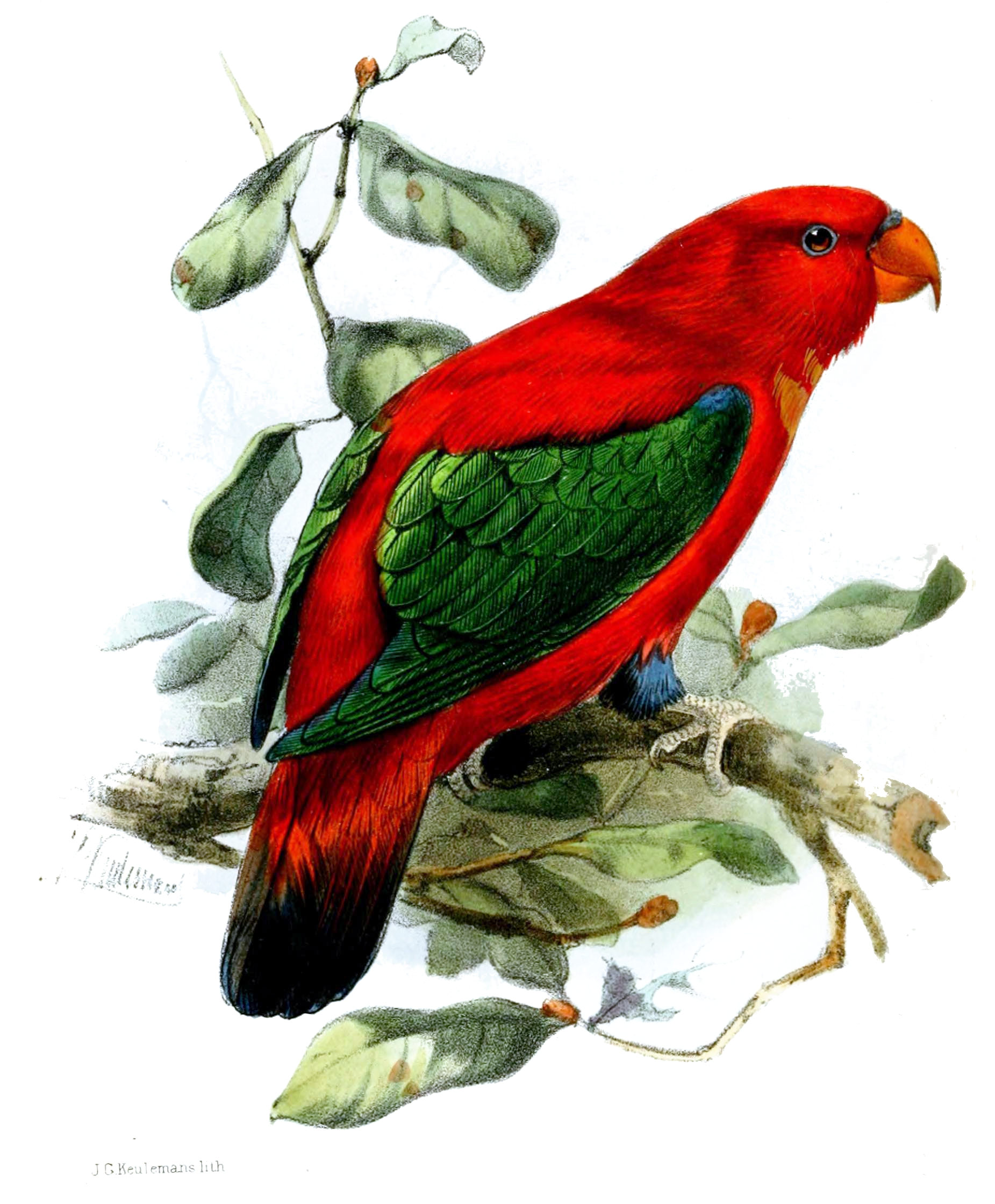
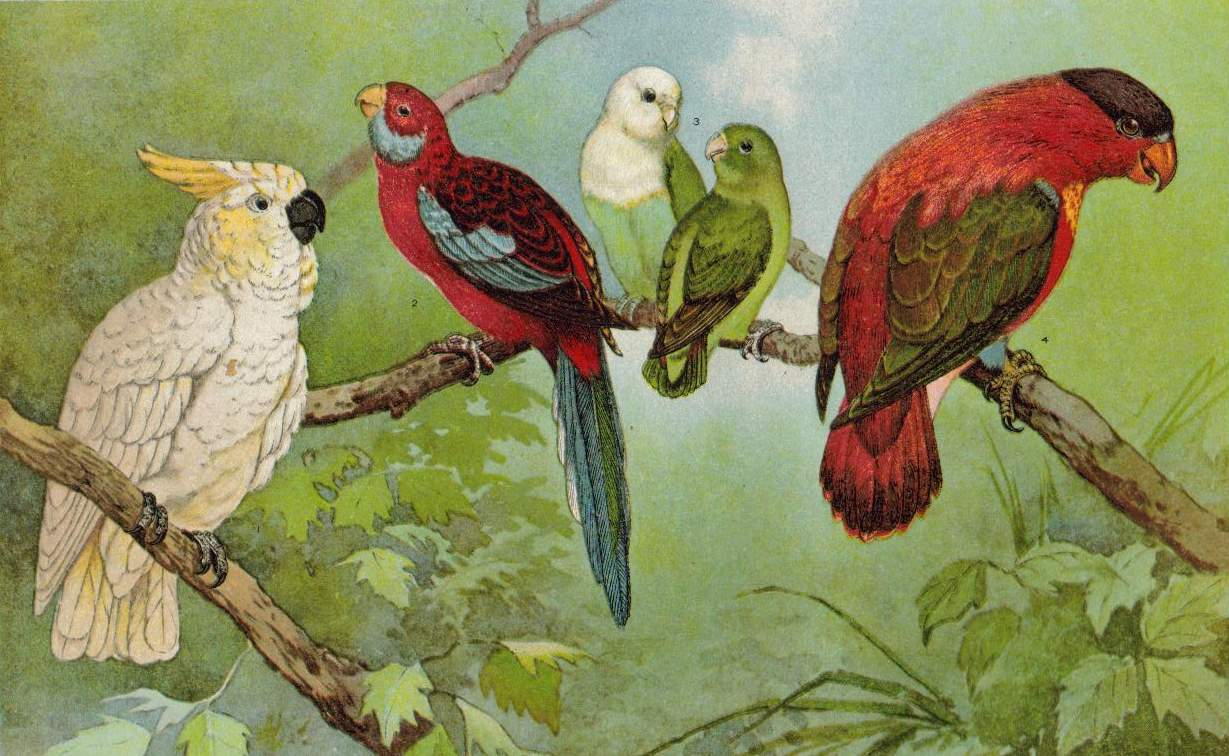
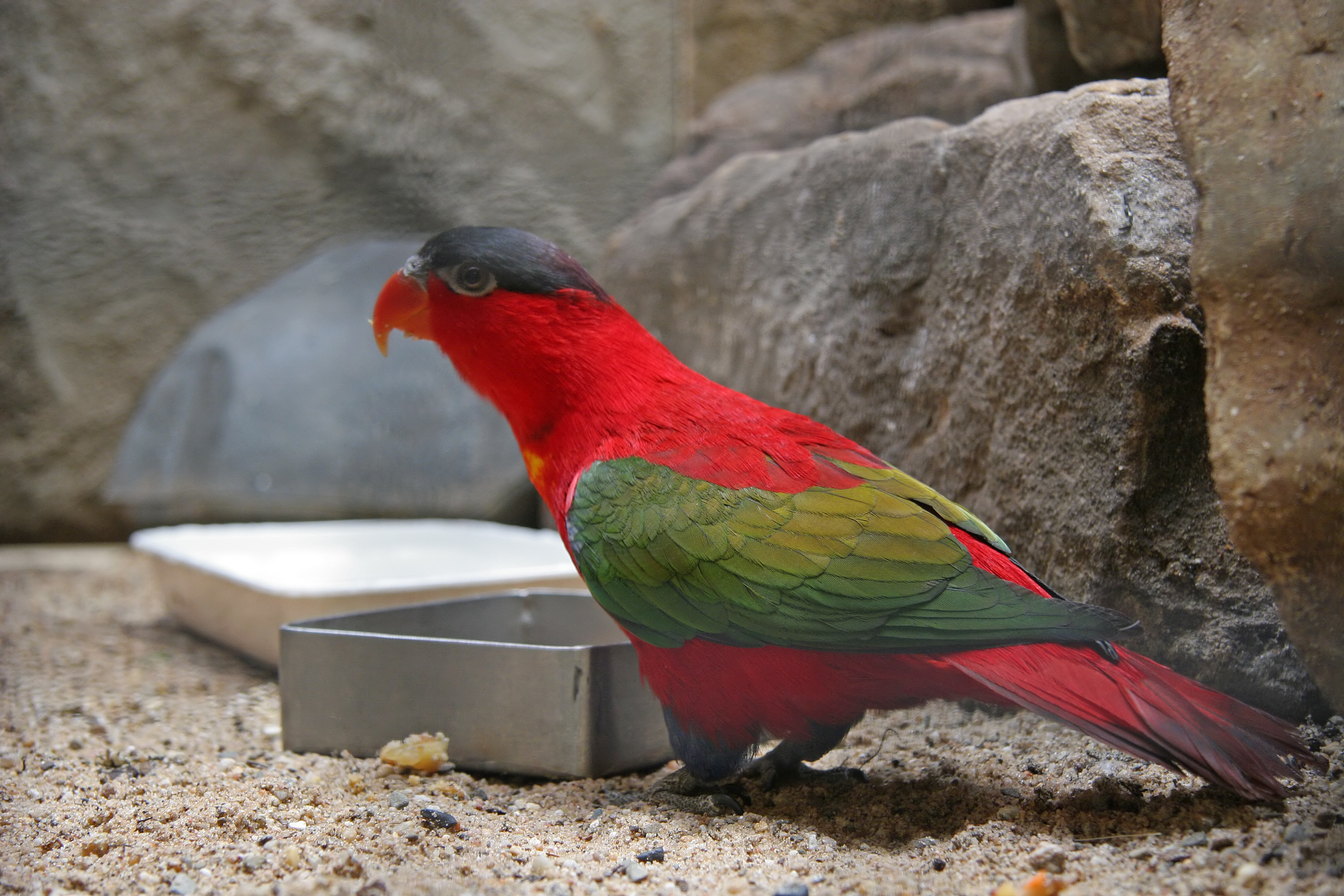
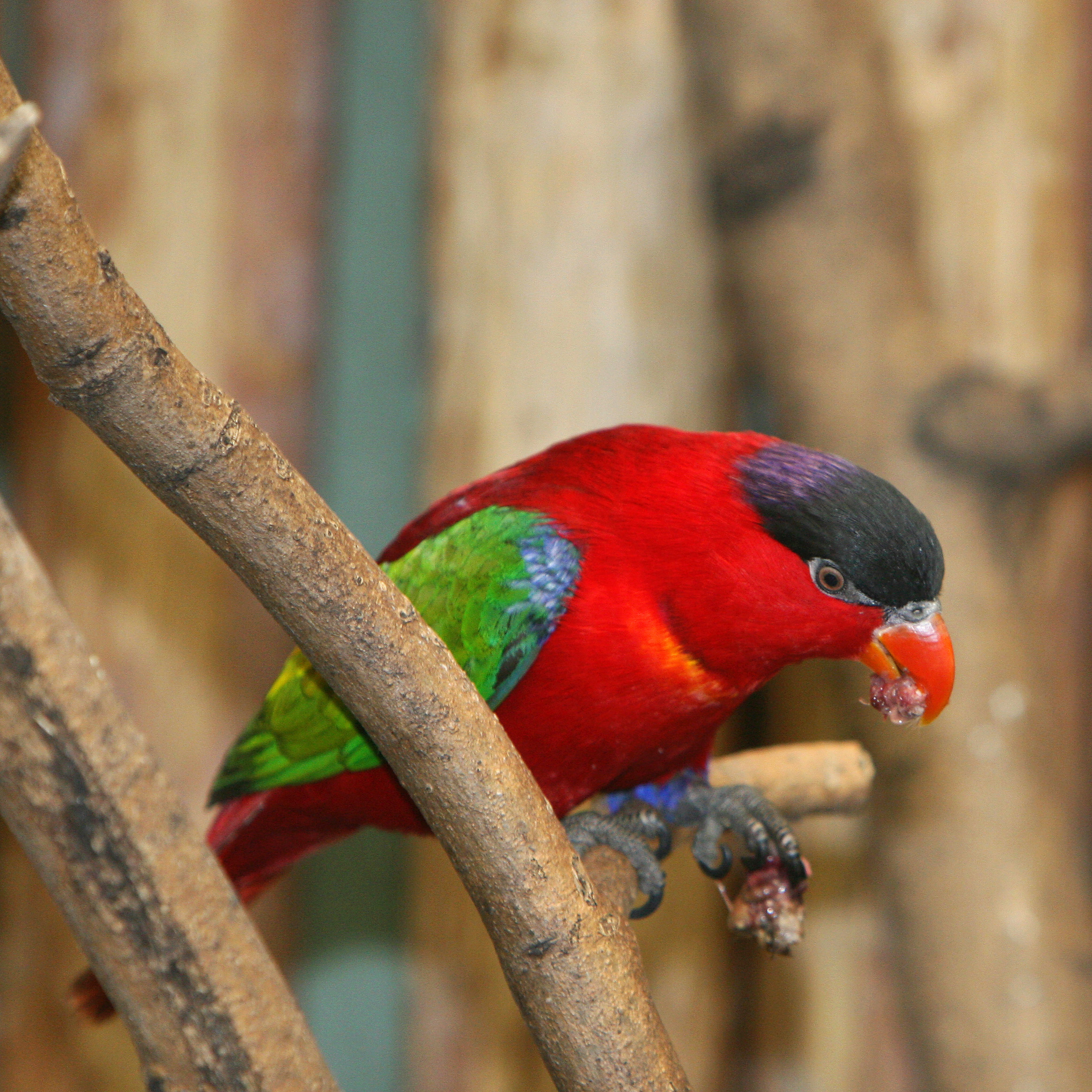
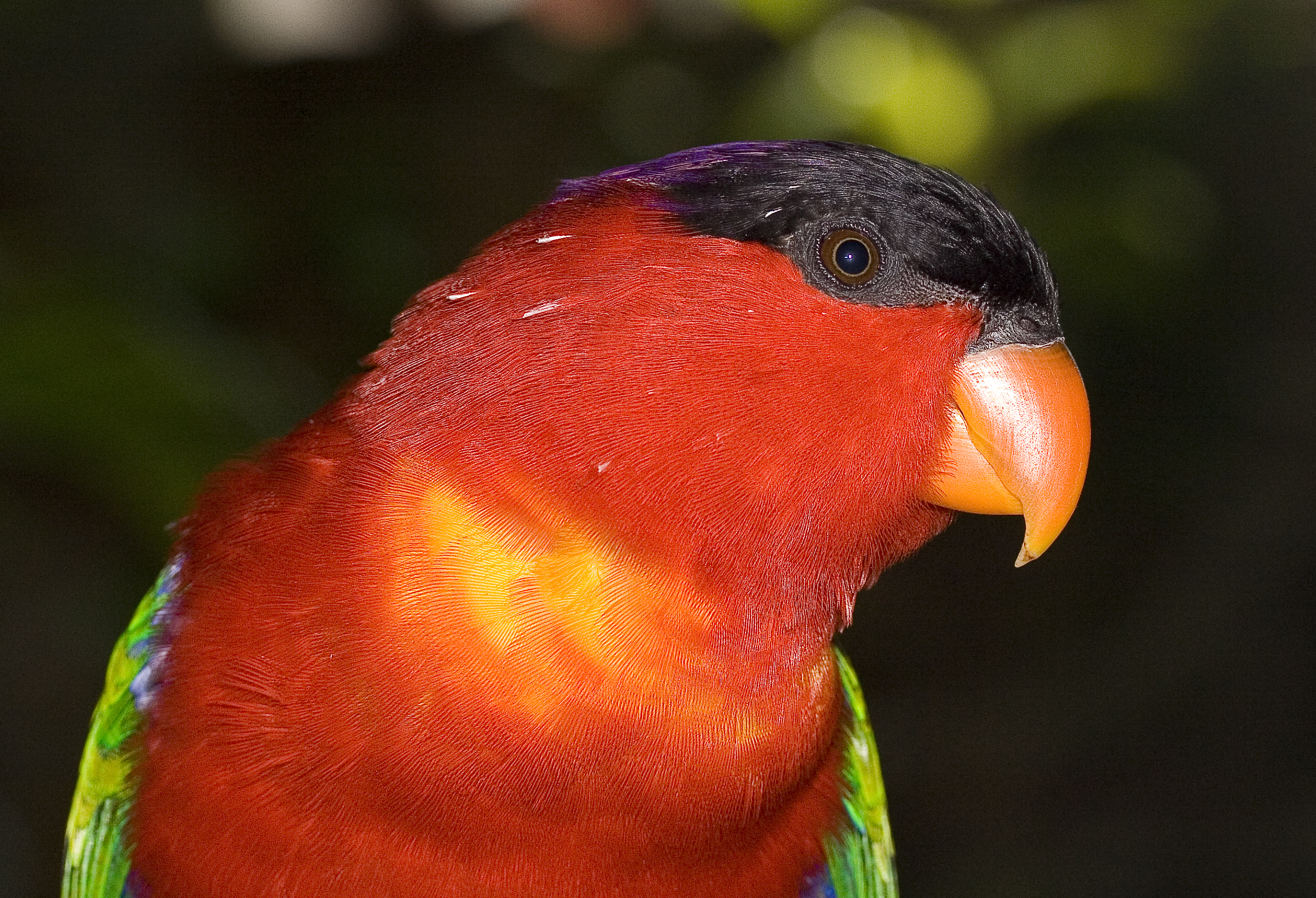
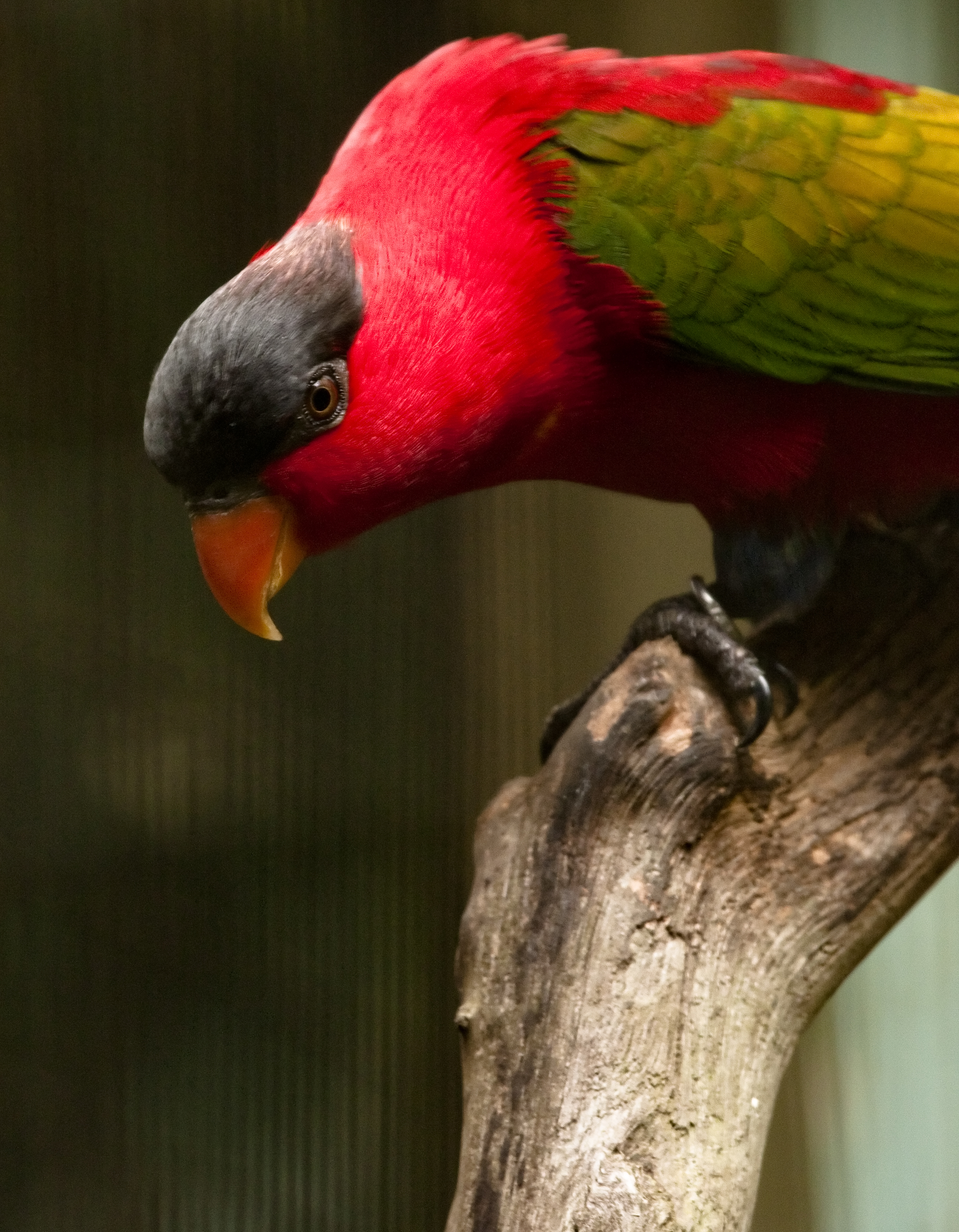